# Stan Marsh
Stanley David Marsh – jeden z głównych bohaterów serialu animowanego Miasteczko South Park, obok Kyle’a Broflovskiego, Erica Cartmana i Kenny’ego McCormicka. W oryginale głosu użycza mu Trey Parker, natomiast w polskiej wersji jest najbardziej kojarzony z Bartoszem Obuchowiczem. Najmądrzejszy i najspokojniejszy spośród czwórki głównych bohaterów, zwykle to on podczas zdarzeń w South Parku zapewnia głos rozsądku. Często na końcu odcinków wypowiada słowa You know, I think I’ve learned something today (Wiecie co, myślę, że dziś nauczyłem się czegoś). Czasami zastępuje go w tym Kyle.
Opanowanie Stana nie pomaga mu jednak w sprawach sercowych – wymiotuje na Wendy Testaburger, swoją miłość, ilekroć ta coś do niego powie. Gdy ginie Kenny, wypowiada słowa Oh my God, they killed Kenny! (O, Boże, zabili Kenny’ego!). Jest bity przez starszą siostrę i z tego powodu jest czasem pośmiewiskiem dla Cartmana. Jest kapitanem drużyny „Krowy South Park”, dzięki czemu przez jeden odcinek jest lepiej traktowany przez nauczycieli. Posiada psa homoseksualistę wabiącego się Sparky (pol. Szparek).